# Frösö zoo
O Jardim Zoológico de Frösön (em sueco: Frösö zoo) estava situado na ilha de Frösön, localizada no lago Storsjön, perto da cidade de Östersund, na província sueca da Jämtland.
Foi fundado em 1960, e encerrado em 2019. 

Tinha uma área de 42 ha, albergando cerca de 700 animais, como tigres, leões, zebras e girafas, e incluindo ainda uma ”casa tropical” (tropiskt hus) com crocodilos, macacos, lagartos e cobras. Dispunha igualmente de um parque de diversões (Tivoli Trollehatt), um circo e um museu com 1240 animais.